# エセー
『エセー』（仏: Les Essais）もしくは『随想録』（ずいそうろく）は、フランスのモラリスト、ミシェル・ド・モンテーニュが107の随筆を集めて1580年に刊行した書物である。モンテーニュは随筆（エッセイ、エセー）という、特定の話題に関する主観的な短い文章の形式を発明したのであり、この書物はそのエセーを収めている。人間のあらゆる営為を断続的な文章で省察することによりモンテーニュは人間そのものを率直に記述しようとし、モラリスト文学の伝統を開いた。フランス語のessaiは「試み」や「企て」という意味である。
2023年、エセーの著者加筆訂正本のボルドー本は世界の記憶に登録された。

## 文体
モンテーニュは読者の興味をそそり、巻き込むように意図された巧妙なレトリックを用いて書いており、ある時には話題から話題へと意識の流れに沿って動くように見え、またある時には作品のより教育的な性質を強調する構造的な文体を用いてもいる。古代ギリシア、ラテン文学、イタリア文学からの引用がしばしば補強として用いられる。

## 内容
モンテーニュの目的は人間、特に彼自身を、完全に率直に記述することであると『随想録』の中で述べている。モンテーニュは人間性の大きな多様性と移り変わりやすさこそがその最大の特徴であると認識していた。「私自身というものよりも大きな怪物や驚異は見たことがない。」というのが典型的な引用句である。
モンテーニュは自身の貧弱な記憶力や、本当に感情的にはならずに問題を解決し争いを仲裁する能力や、後世にまで残る名声を欲しがる人間への嫌悪感や、死に備え世俗から離れようとする試みのことなどを書いている。
当時のカトリックとプロテスタントの間の暴力的で（モンテーニュの意見によれば）野蛮な紛争をモンテーニュは嫌悪しており、その書き物にはルネサンスらしからぬ悲観主義と懐疑主義が覗いている。
総じて、モンテーニュはユマニスムの強力な支持者であった。モンテーニュは神を信じ、カトリック教会を受け入れていたが、神の摂理がどのような意味で個々の歴史上の出来事に影響していたかを述べることは拒否していた。
新世界の征服に反対しており、それが原住民にもたらした苦しみを嘆いていた。

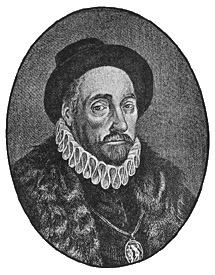
ミシェル・ド・モンテーニュ

マルタン・ゲール事件を例に引きながら、モンテーニュは人間が確実さを獲得できないと考えている。その懐疑主義は、セクストスなどから影響を受け、『レイモン・ズボンの弁護』という長いエセーに最も良く現れており、この章はしばしば単独でも出版されてきた。我々は自身の推論を信用できない、なぜなら思考は我々に起こるものであるから。我々は本当の意味ではそれらをコントロールできない。我々が動物よりも優れていると考える相応の理由はない。モンテーニュは拷問によって得られた自白には極めて懐疑的で、そのような自白は拷問から逃れるために容疑者がでっちあげたものかもしれないと指摘している。通常「知識は人を善良にはできない」と題されている節において、モンテーニュは自身のモットーが「私は何を知っているのか？」 (Que sçay-je?) であると書いている。ズボン弁護のエセーは表面的にはキリスト教を弁護している。しかしながら、モンテーニュはキリスト教徒ではない古代ギリシア・ローマの著述家たちに言及し引用しており、特に原子論者ルクレティウスに多く言及している。
モンテーニュは結婚を子供を育てるためには必要だと考えていたが、恋愛による激しい感情は自由にとって有害なものとして嫌った。「結婚は鳥籠のようなものである。その外にいる鳥は必死になって入ろうとするが、中にいる鳥は必死になって出ようとする。」という言葉がある。
教育に関しては、抽象的な知識を無批判で受け入れさせることよりも具体的な例や経験の方を好んでいた。「子供の教育について」というエセーはディアヌ・ド・フォワに捧げられている。
モンテーニュのエセーに明白に現れている思考の現代性は、今日でも人気を保っており、啓蒙時代までのフランス哲学で最も傑出した作品となっている。フランスの教育と文化に及ぼす影響は依然として大きい。フランスの元大統領フランソワ・ミッテランの公式な肖像写真では『随想録』を手に持って開いている。

## テクストの変遷

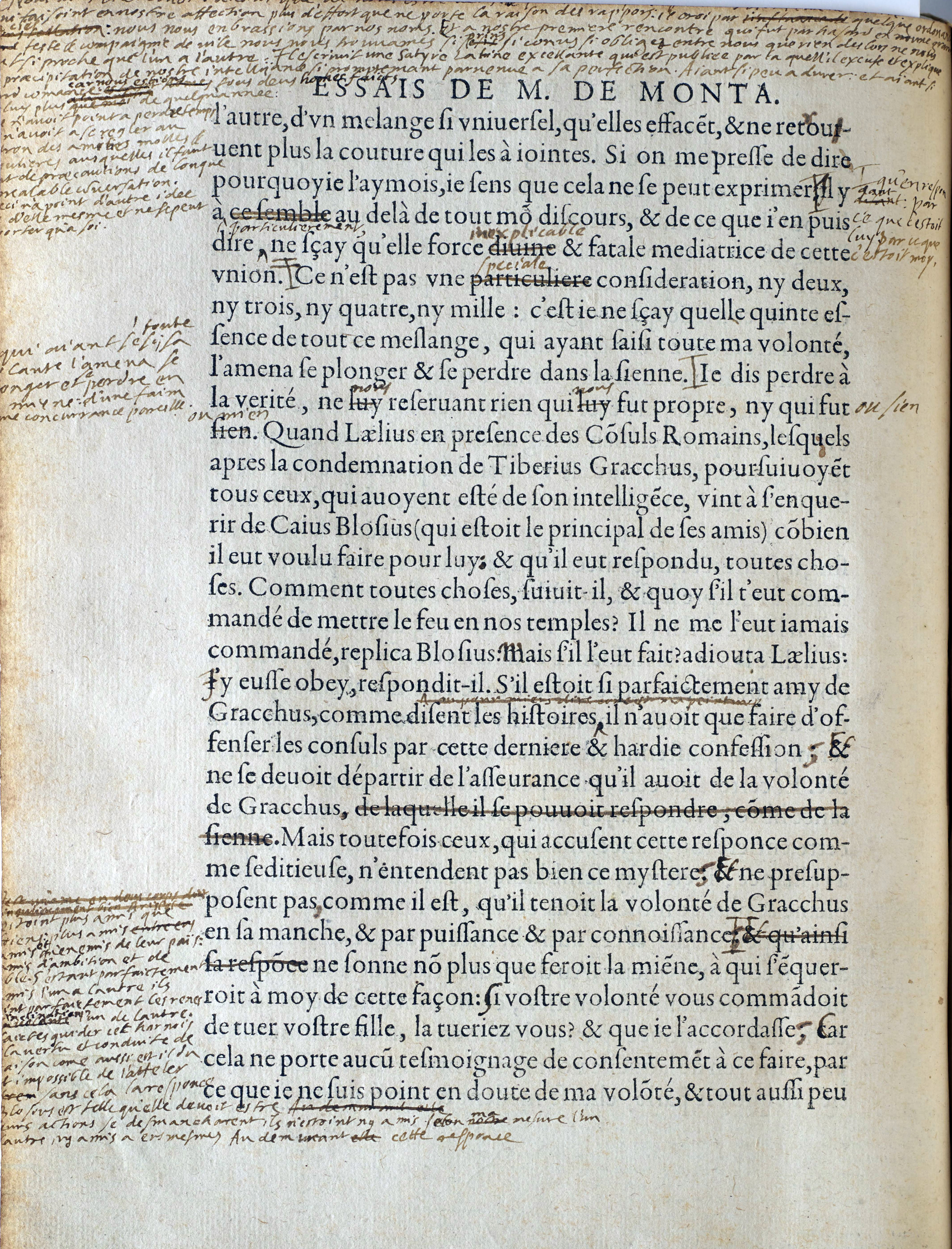
モンテーニュによる『随想録』への書き込み

モンテーニュは1572年からエセーの執筆を始め、1580年の初版刊行後も生涯を通じて編集し続けた。1語だけ挿入することもあれば、複数の節をまるごと挿入することもあった。後世の多くの版ではこれを以下の記号で表している。
- A:  1571-1580に書かれた節。1580年刊
- B:  1580-1588に書かれた節。1588年刊
- C:  1588-1592に書かれた節。1595年刊（死後の刊行）[5][6]

版の間の差異や追加分を分析することで、モンテーニュの思考が時間と共にどう変遷していったかが分かる。現在の考えと矛盾している時でさえも、モンテーニュは以前の記述を取り除くことはなかったようである。

## 書誌
- 原二郎訳[7] 『エセー』 岩波文庫（全6冊）。ワイド版も刊
- 関根秀雄訳 『モンテーニュ全集 第1-7巻　随想録』白水社[8]、1982-1983年
  - 『モンテーニュ　随想録』 国書刊行会、2014年。訳者が没する直前まで推敲した決定版
- 荒木昭太郎編訳 『エセー』 中公クラシックス（全3冊）、2002-2003年
- 宮下志朗訳 『エセー』 白水社（全7冊）、2005-2016年
  - 編訳版『モンテーニュ　エセー 抄』 みすず書房、新装版2017年

関根訳（全6冊）、荒木訳（全3冊）、宮下訳（全7冊）は、各・電子書籍化